# 许钦文
許欽文（1897年—1984年），中國浙江紹興人。原名許繩堯，筆名欽文、蜀賓、田耳、湖山客等，為中國近代小說家，曾為語絲社成員，與魯迅關係密切，受其影響創作小說，代表作品有《故鄉》〈父親的花園〉、〈石宕〉、〈鼻涕阿二〉，被魯迅在《中國新文學大系》導言中歸類為鄉土文學作家。並也曾出版編輯許多關於魯迅的評論、選集，如《魯迅小說助讀》、《呐喊分析》、《彷徨分析》、《魯迅的幼年時代》、《魯迅雜文選釋》、《語文課中魯迅作品的教學》、《〈魯迅日記〉中的我》等書。

## 經歷
1897出生於浙江紹興山陰縣，父親許岳鐘為清末秀才，在家開私塾授課。許欽文曾在家自學，後進徐錫麟創辦的東浦熱誠小學就讀，1913年，考入杭州鐵道學校機械科，但因學潮而停學，次年考上浙江省立第五師範，後也任教於此校府屬小學，受戰爭影響而失業；1922年受五四影響，前往北京，至北京大學旁聽魯迅課程，与董秋芳共同发起组织春光社，並邀請鲁迅、郁达夫、周作人擔任指導老師，並獲《晨報》主編孫伏園鼓勵開始創作，藉此投稿謀生，並引起魯迅注意其文彩，兩人始有密切往來。
與魯迅有同鄉之誼和師生之情，其成名作《故鄉》即是在魯迅資助下所出版。1926年，許欽文的第一本短篇小說集《故鄉》被列入魯迅先生主編的《烏合叢書》，由北新書局出版，由許欽文的摯友、畫家陶元慶設計封面；魯迅用自己《呐喊》的版稅為許欽文付印的這本處女作，暢銷一時，兩年內印行了四次。
1932年至1934年，许钦文两次入獄。因為陶元慶過世後，由鲁迅、許欽文等人合資購買墳地下葬，許欽文建修了「元慶園」，並建設「元慶紀念室」以紀念陶元慶，並依陶元慶之託付，照顧其妹陶思瑾。在1932年2月11日，陶思瑾和朋友刘梦莹兩人共處元慶紀念室，兩人發生口角，陶思瑾失手杀死刘梦莹。命案原因傳說紛紜，或雲陶思瑾移情別戀，與藝專繪畫系女助教劉文如異常親近；或雲兩女之一與許欽文發生戀愛；或雲兩女同時愛上許欽文，以致爭執。後兩說在審判時被推翻。許欽文回來後報警受牽連入獄，魯迅幫助出獄，但後因警方在遗物中发现刘梦莹是共青团员，许钦文以“窝藏共匪”的罪名受牽連入獄，魯迅協助關說、作保而無罪釋放。
出獄後，因許欽文頭頂“赤化分子”之名，沒有工作、貧病交加；1937年，抗日戰爭爆發，經郁達夫介紹，他轉赴福建師範教書。並擔任福州文化界救亡協會的宣傳部長。
戰後，則擔任浙江省文化局副局长，兼任省文联副主席。並曾出任浙江省民进省委会副主委，先后担任省人大代表、政协委员；1984年11月10日去世。

## 文學風格
許欽文被文學界歸類為鄉土文學作家，主要是因為其作品大都以中下階層的人物為主角，敘述其悲慘經歷，而帶有傷懷之感。如：《故鄉》、〈父親的花園〉都自覺地流露出「鄉愁」情緒，以增加作品的美感力量。〈瘋婦〉觸及浙東農民的悲慘境遇，都是他鄉土小說的代表。
但另一方面，他也多著墨對「五四」青年一代的戀愛、婚姻心理的探討和諷刺上面，與鄉土關係不大，如〈理想的夥伴〉、〈口約三章〉、〈毛線襪〉。
其代表作《鼻涕阿二》被認為是一篇深受魯迅《阿Q正傳》影響的小說。主角菊花，原出身體面家庭，小名叫鼻涕阿二，從小受盡欺凌，後來進夜校就讀，卻被「自由戀愛」之傳言所擾，被迫嫁給農民阿三；後來阿三划船淹死後，又被迫嫁給錢師爺為妾，因而得寵，但得寵的菊花反而虐待奴婢；錢師爺死後，她反倒落得貧病交加而死。以主角命運為主軸，和主角戀愛悲劇做為人生轉折，作者以夾敘夾議之筆法，寫人間悲劇的悲喜劇手法，都與魯迅《阿Q正傳》近似。
許欽文的作品風格受魯迅影響甚深，在他的文學作品中，處處可見魯迅慣用的諷刺筆法之運用。他在《在給魯迅先生責罵的時候》曾自述：「我的形成寫實主義作風，多半原因是因為受了魯迅先生的影響。」、「我從魯迅先生學習了諷刺的筆法。」、「聞見到了認為不該的事情，無論是男子的或者女子的，總要加以譏刺。」

## 評價
- 魯迅曾評其創作：「無可奈何的悲憤，是令人不得不捨棄的，然而作者仍不能捨棄，沒有法，就再尋得冷靜和詼諧來作悲憤的衣裳；裹起來了，聊且當作＂看破＂，並且將這手段用到描寫種種人物，尤其青年人物去……。」[8]
- 沈從文曾認為許欽文在其作品：「顯現了無數魯迅所描寫過的人物行動言語的輪廓。」[7]

## 註腳
1. 1 2 3 4 5  华 嘉. . 中国民主促进会.   [2018-07-14]. （原始内容存档于2018-07-16）.
2. ↑  吳作橋; 王羽. . 秀威出版. 2014年: 194.
3. ↑  劉紹唐主編. . 上海三聯書店. 2015年: 163–164.
4. ↑  朱汝瞳. . 秀威出版. 2010: 41.
5. 1 2  錢理群. . 五南圖書. 2002: 73.
6. ↑  楊劍龍. . 上海師範大學學報. 1995年, (3): 91.
7. 1 2  楊劍龍. . 上海師範大學學報. 1995年, (3): 89.
8. ↑  魯迅. . 業強. 1935: 9.